# Blepharita petrolignea
Blepharita petrolignea là một loài bướm đêm trong họ Noctuidae.